# Las Hoyas (Sierra de Híjar)
Las Hoyas es un pico de la cordillera Cantábrica del norte de España, situado entre el pico Tres Mares y el Cuchillón, en la sierra de Híjar. Está formado por conglomerados sedimentarios del triásico. Su cota es divisoria provincial (Cantabria, al norte, y Palencia, al sur ) y divisoria de las vertientes mediterránea (cuenca del Ebro), al norte, y atlántica (Pisuerga), al sur.
En su ladera cántabra o septentrional, hay instalaciones de remontes mecánicos pertenecientes a la estación invernal de Alto Campoo. En la umbría cerca del cuenco "Las Hoyas" surgen 4 manantiales procedentes de los estratos buzados, y que confluyen en el fondo con el río Híjar. En la solana, con escarpes y cortados impracticables en la proximidad de la cumbre, se forma el arroyo de la Varga, que desagua en el Pisuerga en las proximidades de Santa María de Redondo, comarca de La Pernía palentina.